# Edward Steichen

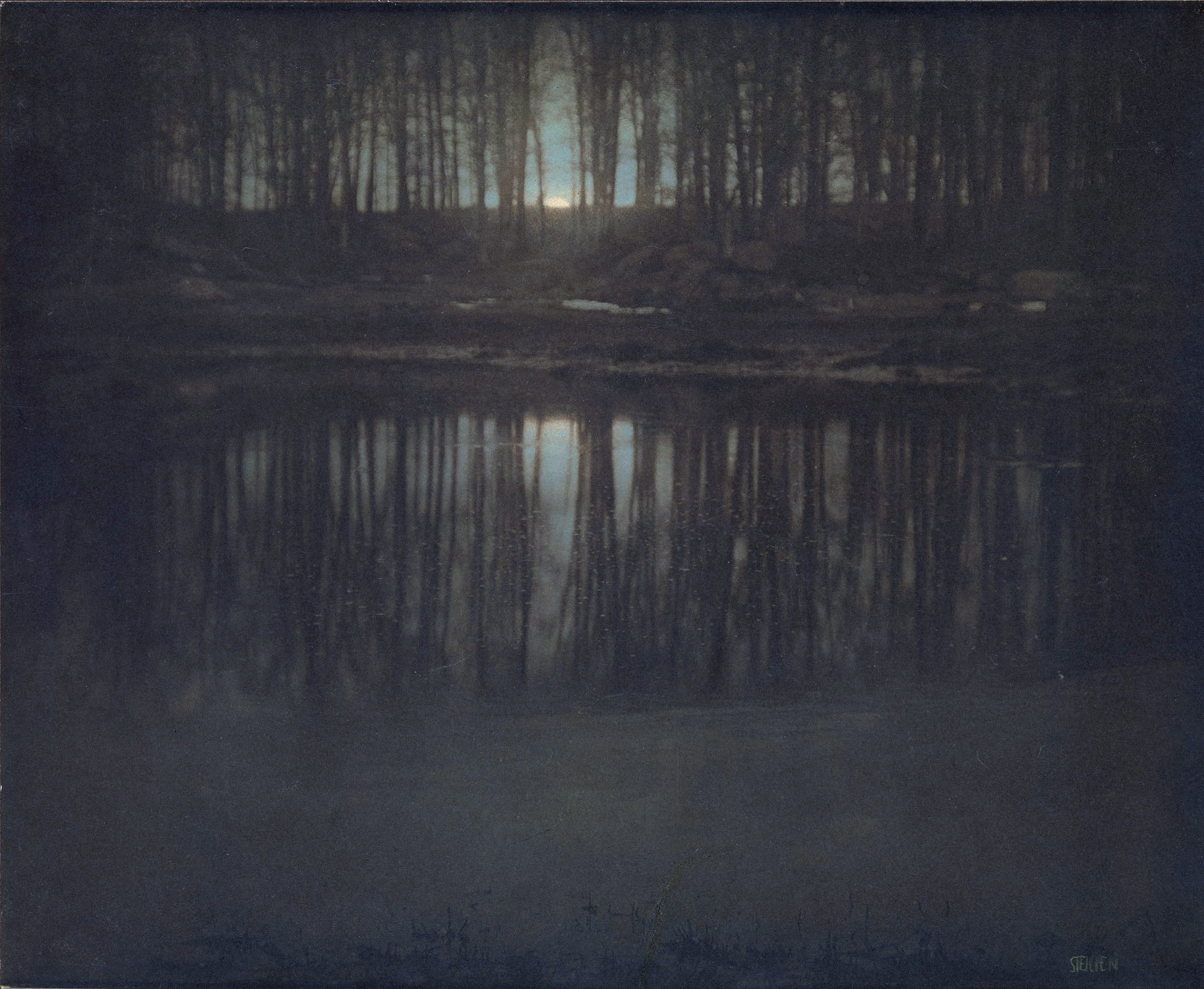
The Pond--Moonlight, fotografía realizada en Mamaroneck en 1904.

Edward Steichen (Luxemburgo, 27 de marzo de 1879-West Redding, Connecticut, 25 de marzo de 1973) fue un fotógrafo estadounidense retratista de las estrellas de los años 80.

## Vida y obra
En 1881 emigra con su familia a los Estados Unidos de América, donde su padre encontró trabajo en una mina de cobre.
A los dieciséis años comienza su carrera como fotógrafo y a los veintiuno se muda a París, donde estudia pintura y colabora con Alfred Stieglitz en la fundación del grupo Photo-Secession y su publicación Camera Work. En Nueva York ambos fotógrafos abren la galería Gallery 291, donde muestran al público americano el arte de Rodin, Matisse, Cézzane, Picasso o Toulouse-Lautrec.
Como miembro del Photo-Secession, (club de fotografía artística) el cual tenía la intención de elevar la fotografía como un medio artístico en sí mismo, sin necesidad de imitación a otras artes, tal como el pictorialismo había impuesto en la época.
Durante la Primera Guerra Mundial se dedicó en ella como fotógrafo. Más tarde trabajó para las revistas de moda Vanity Fair y Vogue y durante la Segunda Guerra Mundial dirigió la sección de fotografía de la US-Marine y posteriormente dirigió la sección de fotografía del Museo de Arte Moderno de Nueva York (MoMA).
Su aportación más importante a la fotografía es la exposición The Family of Man que realizó para el MoMA.
El 14 de febrero de 2006 se subastó en Sotheby's, Nueva York, una de sus ampliaciones, titulada "The Pond-Moonlight" de 1904, cuyo valor ascendió a 2,928 millones de dólares (2,46 millones de euros), siendo hasta entonces el valor más alto ofrecido en subasta por una fotografía.

## Reconocimientos
En 2004 se instauró el Premio Edward Steichen Luxemburgo, y se concede con periodicidad bienal.